# 雞仔文學
雞仔文學（英語：Chick lit）是一種以現代女性為受眾的文學類型，內容輕鬆活潑。 1990年代末期在英美國家開始流行，常常高居暢銷書排行榜首。 雖然包含浪漫元素，但一般並不算在浪漫小說的範疇內，因為它可能還包括了懸疑之類其他的元素。
雞仔文學常以女性為主人公，背景一般是現代世界，但也有歷史題材的雞仔文學著作。雖然比較小眾，但雞仔文學的市場在不斷擴大。

## 語源
“Chick”是美國俗語中“妞”的意思，“lit”則是“literature”（文學）的縮寫。此術語出現於1988年，是當時大學生對一門叫做“女性文學傳統”（female literary tradition）的課程的俗稱。

## 歷史
1995年，Cris Mazza和Jeffrey DeShell在他們合著的一部選集《雞仔文學：後女權主義時代小說》（Chick Lit: Postfeminist Fiction）中使用了這個詞，因此這一文學體裁亦被歸類於後女權運動或第二波女權運動的範疇。詹姆斯·沃爾科特1996年在《紐約客》上發表的文章<Hear Me Purr>使用這個詞來表示對女性報欄寫作出現“少女化”傾向的反對。早期的雞仔文學有《BJ單身日記》和《慾望城市》等，這些雞仔文學先鋒對雞仔文學的流行起著至關重要的作用。
現在的雞仔文學在不斷發展，開始出現更多的亞分類。

## 外部連結
- "Chick lit, for better or worse, is here to stay" （页面存档备份，存于）
- "Collection Development 'Chick Lit': Hip Lit for Hip Chicks" Library Journal Article on the genre
- "India's Cheeky 'Chick Lit' Finds an Audience" （页面存档备份，存于）